# Assedio di Fort St. Philip (1756)
L'assedio di Fort St. Philip si svolse tra l'aprile e il giugno 1756 nell'ambito dei più vasti eventi della guerra dei sette anni.
Principale piazzaforte del Regno di Gran Bretagna nella zona del mar Mediterraneo, l'isola di Minorca venne invasa a sorpresa da una spedizione francese sotto il comando del duca Louis François Armand de Vignerot du Plessis de Richelieu il 18 aprile 1756, durante le fasi iniziali della guerra: le forze britanniche del governatore William Blakeney si asserragliarono quindi all'interno della munita piazzaforte di Fort St. Philip nella parte orientale dell'isola, dove rimasero tagliate fuori e assediate. Un tentativo di portare soccorso alla guarnigione da parte della Royal Navy fallì miseramente, e dopo una dura resistenza Fort St. Philip fu costretto a capitolare il 28 giugno.

## Antefatti
L'isola spagnola di Minorca venne occupata per la prima volta dalle truppe britanniche nel settembre del 1708, durante gli eventi della guerra di successione spagnola; la disponibilità di buoni ancoraggi e la posizione geografica dell'isola la rendevano un'ottima base navale per controllare i movimenti nel mar Mediterraneo occidentale, e per tale motivo la Gran Bretagna impose alla Spagna la cessione dell'isola (unitamente a quella della rocca di Gibilterra, parimenti strategica) al momento della stipula della trattato di Utrecht conclusivo della guerra. Minorca divenne quindi un governatorato britannico, e il porto di Mahón sulla costa orientale dell'isola fu trasformato nella principale base navale della Royal Navy nelle acque del Mediterraneo; per proteggere l'accesso alla baia di Mahón, i britannici ristrutturarono una vecchia fortificazione spagnola situata alla sua entrata, il Castell de San Felipe: realizzato sulla base dei canoni della "fortificazione alla moderna", il nuovo St. Philip's Castle o Fort St. Phillip era una delle più elaborate piazzeforti controllate dalla Gran Bretagna, di potenza non inferiore alle più moderne fortezze dell'Europa continentale.
Alla metà del XVIII secolo, il contrasto ormai decennale tra Regno di Francia e Regno di Gran Bretagna tornò progressivamente a esplodere in un conflitto aperto. Uno dei punti di maggior frizione tra le due potenze riguardava il possesso della valle del fiume Ohio in Nordamerica, punto di confine tra la colonia della Nuova Francia e i possedimenti dell'America britannica: scaramucce e incidenti vari si trasformarono, a partire dal 1754, in scontri armati con vittime per entrambe le parti, prodromi della seguente guerra franco-indiana. Benché alcuna dichiarazione di guerra fosse stata ancora formalmente emessa, sia la Francia che la Gran Bretagna iniziarono a radunare truppe nelle colonie e a inviare rinforzi dalla madrepatria; tra l'aprile e il giugno 1755 un grande convoglio navale francese che trasportava reparti freschi nelle Americhe subì ripetuti attacchi da parte di navi della Royal Navy mentre transitava per l'oceano Atlantico, fatto che spinse la corte di Parigi a intensificare i preparativi bellici e a progettare un attacco di rappresaglia contro i britannici.
Per il febbraio 1756 il ministro della guerra francese Charles Louis Auguste Fouquet de Belle-Isle aveva elaborato piani per una duplice spedizione anfibia da attuarsi ai danni tanto delle Isole britanniche quanto dell'isola di Minorca; il 16 marzo il duca Louis François Armand de Vignerot du Plessis de Richelieu, comandante delle forze francesi nel Mediterraneo, ricevette formalmente il comando della spedizione incaricata di catturare Minorca.

## L'assedio

### Mosse preliminari

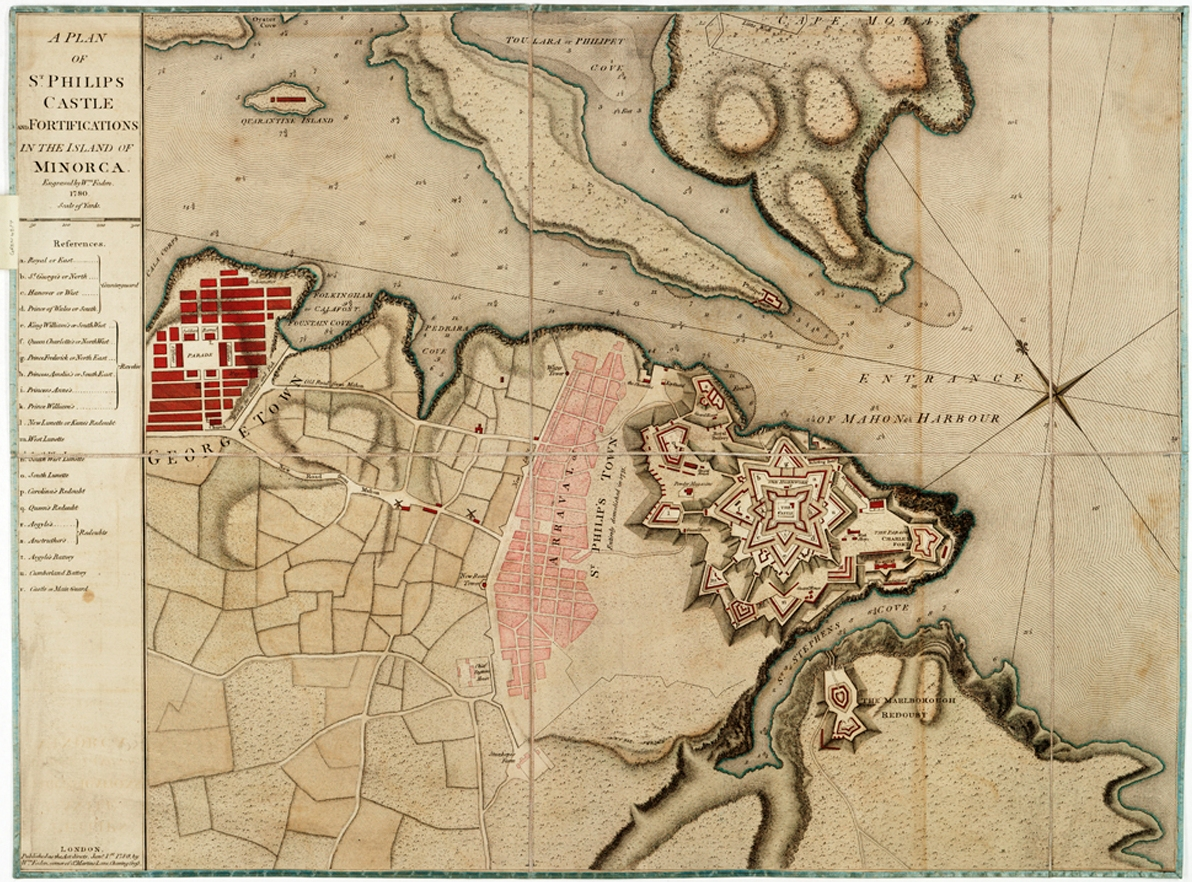
Fort St. Philips in una carta del XVIII secolo

Dopo aver dovuto rinviare a causa di una violenta tempesta la partenza inizialmente fissata al 9 aprile, le forze francesi lasciarono Tolone alla volta di Minorca il 10 aprile 1756; scortato da una flotta di dodici vascelli e cinque fregate al comando dell'ammiraglio Roland-Michel Barrin de La Galissonière, il convoglio di navi da trasporto imbarcava i 15/16 000 uomini delle forze di Richelieu, raggruppati in 24 battaglioni di fanteria, un battaglione di artiglieria con 36 cannoni e un'unità di genieri. Nonostante l'incontro con una tempesta che disalberò diverse navi costringendole a tornare in porto, la flotta francese giunse quindi in vista delle coste di Minorca il 18 aprile seguente.
Voci su una possibile spedizione francese contro Minorca erano pervenute al ministero della guerra britannico fin dall'ottobre 1755, ma poco era stato fatto per preparare l'isola a un simile attacco. All'inizio del 1756, la flotta britannica dislocata nel Mediterraneo al comando del capitano George Edgecumbe ammontava appena a tre vascelli e cinque fregate; solo l'8 marzo una seconda flotta, ammontante a dieci vascelli, fu radunata a Plymouth al comando del neo-promosso ammiraglio John Byng con il compito di portare rinforzo a Minorca: afflitta da problemi di ogni tipo, la flotta non poté salpare per il Mediterraneo fino al 6 aprile. La situazione a terra non era migliore: l'ottantacinquenne governatore di Minorca William Blakeney disponeva di soli 2 400 soldati regolari (dal 4th, 23rd, 24th e 34th Regiment of Foot) per difendere tutta l'isola, coadiuvati da 800 operai civili per i lavori di fortificazione; le unità britanniche erano afflitte da una gravissima carenza di ufficiali, molti dei quali si trovavano in licenza in Gran Bretagna: in particolare, risultavano assenti tutti e quattro i colonnelli comandanti dei reggimenti dislocati sull'isola e il colonnello comandante dello stesso Fort St. Philip. Solo il 16 aprile Blakeney aveva ricevuto un avviso che lo allertava circa la possibilità di un attacco francese, ormai troppo tardi perché potessero essere prese adeguate misure difensive.
Il 18 aprile i primi reparti francesi scesero a terra nei pressi dell'abitato di Ciutadella, lungo la costa occidentale dell'isola. Blakeney ordinò subito che tutte le truppe britanniche si ritirassero all'interno di Fort St. Philip, abbandonando il resto dell'isola al nemico; per il 20 aprile l'intera forza francese era stata sbarcata con successo, e il 22 aprile i primi reparti di Richelieu fecero il loro ingresso, incontrastati, nell'abitato di Mahón. Il 23 aprile i reparti francesi iniziarono l'investimento della piazzaforte di Fort St. Philip; dopo aver sbarcato a terra il maggior numero possibile di Marines di cui poteva privarsi, aumentando gli effettivi della guarnigione britannica a poco più di 2 800 uomini, il capitano Edgecumbe salpò quello stesso giorno con le restanti unità della Royal Navy da Minorca per dirigere su Gibilterra.

### Il blocco e la caduta

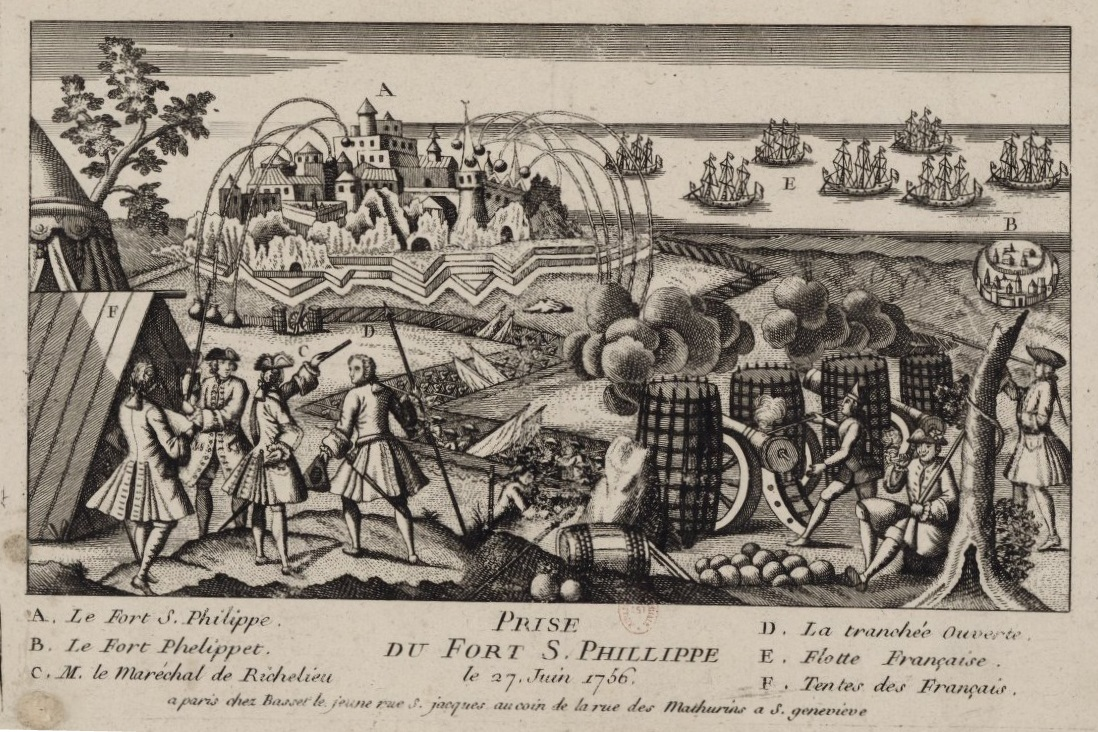
L'assedio in una stampa francese dell'epoca

Il 4 maggio i primi cannoni d'assedio francesi aprirono il fuoco contro le mura di Fort St. Philip. Alcune difese esterne abbandonate dai britannici furono occupate senza colpo ferire, e il 7 maggio i francesi si impadronirono del sobborgo di Ravalle a ovest della fortezza: il sobborgo consisteva di alcune case prima occupate dalle famiglie dei soldati della guarnigione e che, a causa del poco tempo a disposizione, non erano state demolite all'approssimarsi del nemico; i francesi si affrettarono a sfruttare la protezione offerta dalle costruzioni per avvicinare ulteriormente la loro artiglieria alle mura della fortezza. A partire dal 12 maggio, Fort St. Philip fu sottoposto a un cannoneggiamento continuo giorno e notte da parte dei francesi.
Rinforzato dalle navi di Edgecumbe, lo squadrone al comando dell'ammiraglio Byng giunse in vista di Minorca il 19 maggio; il giorno seguente Byng affrontò le navi francesi dell'ammiraglio La Galissonière in un duro scontro al largo dell'isola: con metà della sua flotta danneggiata, il britannico decise prudentemente di ritirarsi a Gibilterra abbandonando di fatto Fort St. Philip al suo destino. L'insuccesso costò caro all'ammiraglio britannico: sollevato dal comando e richiamato in patria, Byng fu sottoposto al giudizio di una corte marziale e condannato a morte, finendo fucilato il 14 marzo 1757.
Fallito il tentativo di soccorso da parte della Royal Navy, l'assedio continuò imperterrito. La guarnigione britannica era ben rifornita e appoggiata da molti cannoni, e il 14 giugno lanciò inaspettatamente una sortita ai danni degli assedianti: varie batterie francesi furono catturate e i loro cannoni messi fuori uso, ma molti uomini si spinsero troppo in avanti e furono catturati nel corso del contrattacco dei francesi. Richelieu attese pazientemente che altri cannoni e truppe di rinforzo arrivassero sull'isola, e solo per il 27 giugno si sentì pronto per tentare un assalto: i francesi attaccarono simultaneamente da diverse direzioni, ma i difensori si difesero con accanimento infliggendo agli attaccanti molte perdite; gli assalti ebbero tuttavia ragione dei difensori e la mattina del 28 giugno, con i francesi ormai impadronitisi di molte delle fortificazioni più importanti, Blakeney avanzò una richiesta di armistizio.
Fu rapidamente concordata una resa con onore delle forze britanniche, che ottennero il permesso di reimbarcarsi per dirigere su Gibilterra; per il 29 giugno, i francesi erano ormai padroni di Fort St. Philip e di tutta Minorca.

## Conseguenze
L'assedio era costato ai francesi circa 800 morti e tra i 2 000 e i 3 000 feriti, mentre le perdite per la guarnigione britannica ammontavano a circa 400 tra morti e feriti. Lasciata una guarnigione sotto il comando di Hyacinthe Gaëtan de Lannion, primo governatore francese di Minorca, l'8 luglio Richelieu si imbarcò con il grosso delle sue truppe per rientrare a Tolone, dove giunse il 16 luglio seguente; parte delle unità francesi reduci dalla presa di Minorca furono inviate in Corsica, isola che per effetto del trattato di Compiègne era stata ceduta dalla Repubblica di Genova alla Francia. L'ammiraglio britannico Edward Hawke arrivò con una flotta nelle acque di Minorca pochi giorni dopo la caduta di Fort St. Philip: senza più le navi della flotta francese da attaccare e senza disporre di sufficienti truppe per tentare una riconquista, Hawke incrociò per alcuni giorni nelle acque tra Minorca e la costa mediterranea della Francia senza ottenere alcun risultato concreto, rientrando poi a Gibilterra verso la fine dell'anno.
Minorca rimase sotto occupazione francese fino alla conclusione delle ostilità nel febbraio 1763, unico possedimento britannico a subire questo destino nel corso della guerra dei sette anni; per effetto del trattato di Parigi del 13 febbraio 1763, conclusivo della guerra, l'isola fu restituita alla Gran Bretagna in cambio della restituzione da parte di questa della colonia francese di Guadalupa occupata nel corso del conflitto. Minorca continuò a rivestire il ruolo di principale piazzaforte britannica nel Mediterraneo ancora per qualche anno; nell'agosto 1781, nell'ambito degli eventi della guerra anglo-spagnola, un esercito spagnolo sbarcò con successo sull'isola conquistando nuovamente Fort St. Philip dopo un assedio. L'isola fu poi ceduta alla Spagna per effetto del trattato di Parigi del 3 settembre 1783; pochi anni dopo Fort St. Philip fu demolito dai nuovi occupanti spagnoli.